# Ишимовы
Ишимовы — деревня в Оричевском районе Кировской области в составе Шалеговского сельского поселения.

## География
Расположена на расстоянии менее 1 км по прямой на юго-запад от центра поселения села Шалегово.

## История
Известна с 1671 года как починок Федора Бородулина с 3 дворами, в 1765 году в починке Федора Бородулина уже 10 жителей. В 1873 году здесь (починок Федора Бородулина или Ишимовы) дворов 6 и жителей 48, в 1905 11 и 83, в 1926 (деревня Ишимовы или Федора Бородулина) 13 и 77, в 1950 15 и 44, в 1989 году оставался 1 постоянный житель. Ныне имеет дачный характер.

## Население
Постоянное население не было учтено как в 2002 году, так и в 2010.